# Michail Petrovič Arcybašev

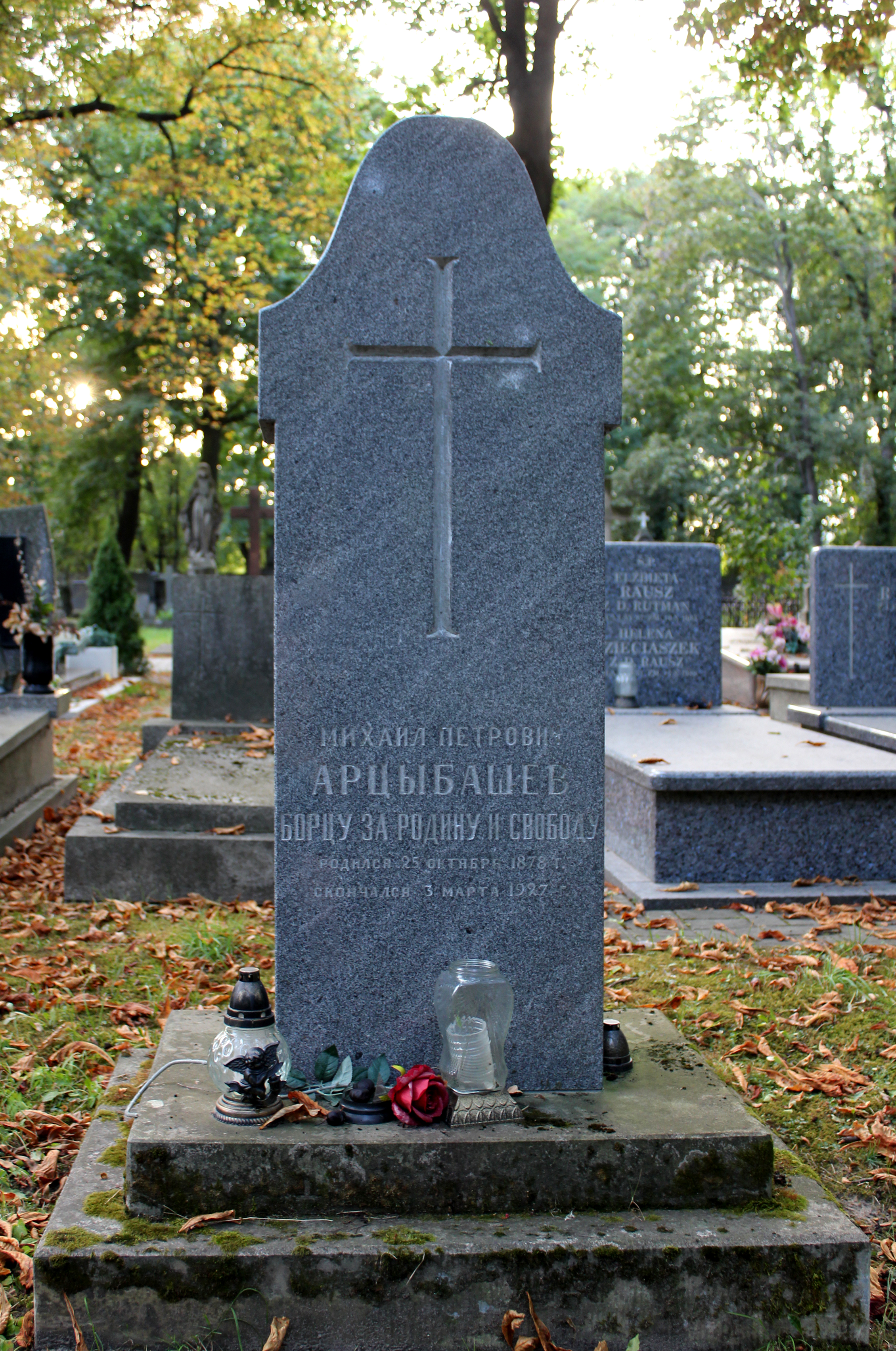
Hrob M. Arcybaševa na Pravoslavném hřbitově ve Varšavě, rok 2023

Michail Petrovič Arcybašev (rusky: Михаи́л Петро́вич Арцыба́шев, 6. listopadgreg. / 24. říjenjul. 1878, Ochtyrka, Charkovská gubernie – 3. březen 1927, Varšava) byl ruský dekadentní a naturalistický spisovatel.

## Život
Arcybašev pochází ze šlechtické stakářké rodiny. Po matce je polského původ. Otec sloužil nejprve u carské tělěesné stáže, později se stal krajským soudcem v Achtyrce; s tímto městem jsou spojeny jeho dojmy, a proto najdeme toto město skoro ve všech autorových dílech. 
Studoval v Charkově malířství. Arcybašev začal psát velmi brzy, už ve svých 16 letech, a to ve venkovských novinách; od roku 1901 se však věnoval pouze literatuře. Říjnovou revoluci v roce 1917 nepřijal. Protože byl po matce polského původu, získal v roce 1923 polské občanství a emigroval do Varšavy. Zde spolu s D. Filosofovem vydávali protisovětský časopis Za svobodu! (За Свободу!)

## Dílo
Arcybašev vstoupil do literatury povídkou Paša Tumanov, která zachycuje myšlenkové pochody gymnazisty, který byl vyloučen z gymansia a zavraždil ředitele gymnasia; dílo vzniklo pod vlivem pozdního myšlení Lva Tolstého. Vliv je Tolstého je patrný také v povídkách Krev (1903) nebo Podpraporčík Gololobov (1902).
Byl naturalistickým spisovatelem. Navazuje na Andrejeva, Sologuba, Zolu a Maupassanta, velmi blízký mu byl Stanisław Przybyszewski. První díla jsou ještě ovlivněna především dílem L. N. Tolstého (román Landeova smrt). Později jako zastánce filosofie Friedricha Nietzscheho zastával krajní individualismus. Popisoval hrůzy života, sebevraždy; při popisu erotických scén se dostával až na hranici pornografie.

## Spisy
- Paša Tumanov, 1902
- Konokrad, 1902 (Zloděj koní)
- Landeova smrt (též Smrt Landeho, rusky: Смерть Ланде) 1904 – román o vysmívaném apoštolu lásky k bližnímu,
- Sanin (Санин), 1907
- Milliony (Миллионы), 1908, (Milióny) – román o člověku, kterému milióny nepřinesly štěstí
- Rabočij Ševyrjov (Рабочий Шевырев), 1909, (Dělník Ševyrjov) – román o revolučních událostech roku 1905
- U posledněj čerty (též: U poslední čáry, U poslední hranice, rusky: У последней черты), 1910-1912

### Dramata
- Ревность, 1913
- Закон дикаря, 1915

### Česky vyšlo
- Sanin, Josef Richard Vilímek, 19??
- O žárlivosti a jiné povídky, Slovanské nakladatelství, 19??
- Jitřní stíny, Hrůza, přeložil Jan Stenhart, KDA, svazek 42, Kamilla Neumannová, 1908
- Ze života nepatrné ženy, přeložil St. Minařík, B. Minaříková, 1909
- Smrt Landeho, přeložil Ferdinand Kraupner, Hejda a Tuček, 1909?
- Miliony, přeložil Stanislav Minařík, Josef Richard Vilímek, 1909, 1926
- Lidská vlna, přeložil F. Mézl, Josef Richard Vilímek, 1909? 1926, 1933
- Kuprijan, přeložil F. Mézl, E. Beaufort, 1910?
- U poslední čáry, díl II., přeložili přeložil F. Mézl, Josef Richard Vilímek, 1910?
- Dělník Ševyrev, přeložili B. Mužík a F. Mézl, Josef Richard Vilímek, 1910?, 1926, 1933
- Žárlivost, drama, přeložil Stanislav Minařík, František Borový, 1918
- Sanin, přeložil F. Mézl, Josef Richard Vilímek, 1920, 1925, 1933
- Krvavá skvrna, přeložil A.J. Kučera, Čs. podniky tiskař. a vydav., 1920
- Vzpoura, přeložil Jar. Spirhanzl-Duriš, Čsl. podniky tisk. a vydav., 1922
- Vášeň, drama, přeložil Rudolf Kautský, František Švejda, 1922?
- Mstitel, přeložila M. Votrubová-Haunerová, Karel Beníšek, 1922
- Žena otrokyně a jiné novely, přeložil Emerich Čech, Josef Richard Vilímek, 1925
- Žárlivost a jiné povídky, přeložil Emerich Čech, Josef Richard Vilímek, 1925
- Rodina Divokých, přeložil Emerich Čech, Josef Richard Vilímek, 1925
- Hříšná žena, přeložil Emerich Čech, Josef Richard Vilímek, 1925, 1933
- U poslední čáry, díl I., přeložil F. Mézl, Josef Richard Vilímek, 1926, 1933
- U poslední čáry, díl II., přeložili přeložili A. Filip a R. Vošmera, Josef Richard Vilímek, 1933
- Svůdce (Sanin), přeložila Alena Morávková, Paseka, 1999, ISBN 80-7185-231-7